# Eugen Hahn (Mediziner)

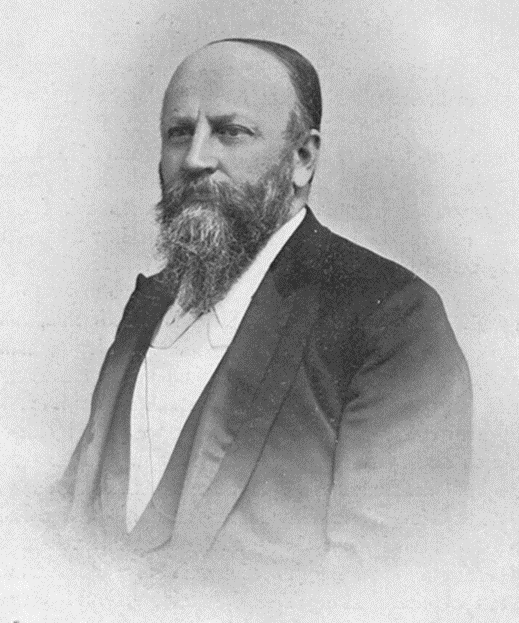
Eugen Hahn

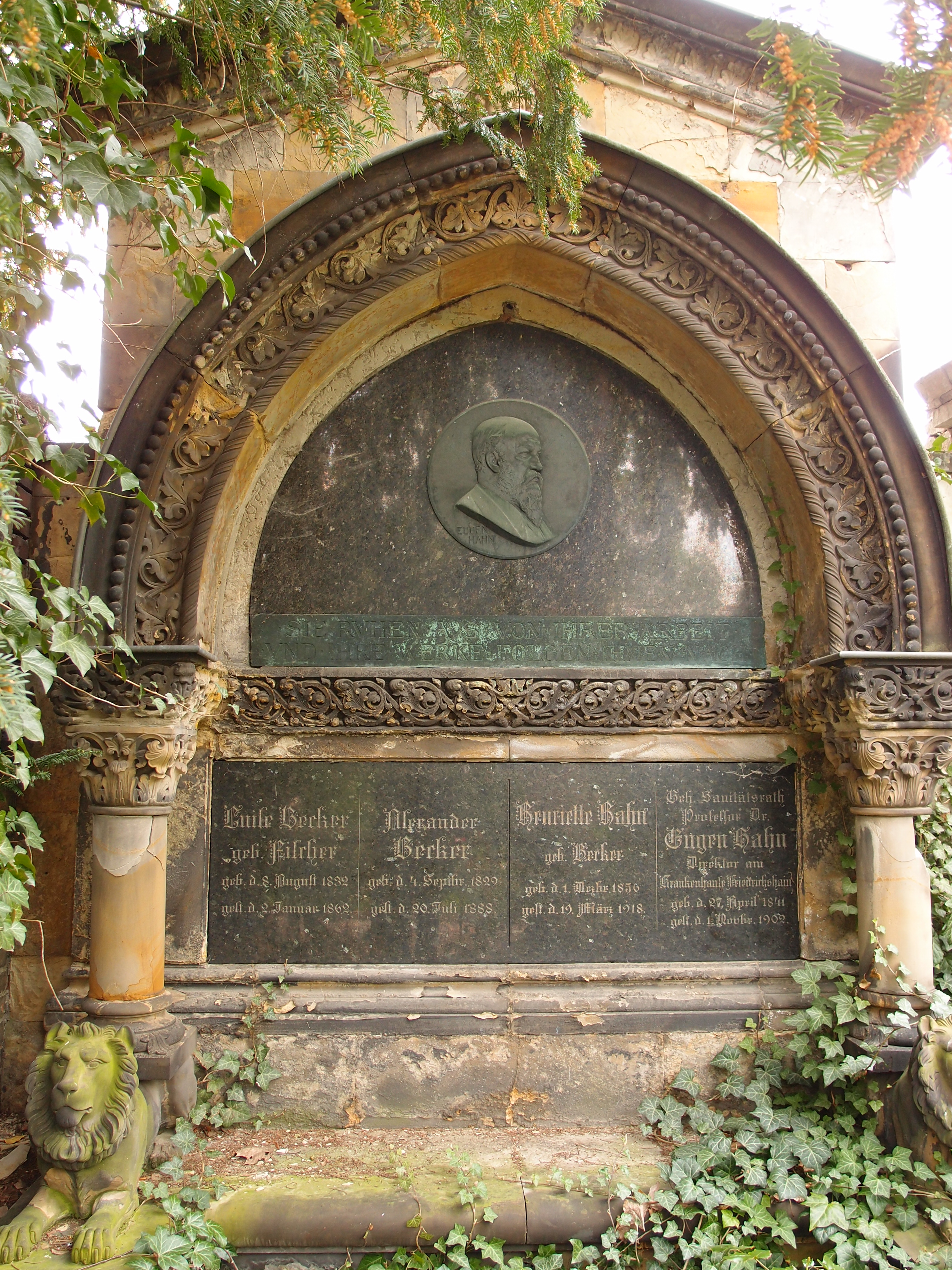
Grab von Eugen Hahn, Alter Luisenstadt Kirchhof I, Berlin-Kreuzberg

Eugen Hahn (* 27. April 1841 in Ortelsburg; † 1. November 1902 in Berlin) war ein deutscher Chirurg.

## Leben
Hahn studierte Medizin an der Albertus-Universität Königsberg und an der Schlesischen Friedrich-Wilhelms-Universität. Er war  Mitglied des Corps Baltia Königsberg und des Corps Silesia Breslau. Er legte 1866 die medizinische Staatsprüfung ab. Anschließend wurde er in Berlin zum Dr. med. promoviert.
Er nahm 1866 am Deutschen Krieg und 1870/71 am Deutsch-Französischen Krieg teil.
In Berlin wurde Hahn 1880 Chefarzt der Chirurgischen Abteilung des Krankenhauses im Friedrichshain. In dieser Stellung blieb er bis zu seinem Tod. Mit den Chirurgen anderer  Berliner Krankenhäuser gründete er 1886 die Freie Vereinigung der Chirurgen Berlins, die Vorgängerin der heutigen Berliner Chirurgischen Gesellschaft. Neben seiner Tätigkeit als Krankenhausarzt war er in der akademischen Lehre tätig.
1881 gelang Hahn die weltweit erste Fixierung einer Wanderniere auf operativem Wege (sogenannte Nephropexie). 1884 erfand er eine neue Operationstechnik bei Schienbeindefekten durch Einpflanzung eines Teils des Wadenbeins in das Schienbein.
Eugen Hahn starb 1902 im Alter von 61 Jahren in Berlin an einem Herzschlag. Sein Grab befindet sich auf dem Luisenstädtischen Friedhof in Kreuzberg (Feld WM). Das Porträtmedaillon am Grab schuf der Bildhauer Gerhard Janensch.

## Schriften (Auswahl)
- Die operative Behandlung der beweglichen Niere durch Fixation. in: Zbl. Chir., 1881, S. 449 ff.
- Ueber Kehlkopfexstirpation. (= Sammlung klinischer Vorträge, Bd. 260) Leipzig: Breitkopf & Härtel, 1885.
- Beiträge zu Albert Eulenburgs Real-Encyclopädie der gesammten Heilkunde. Erste Auflage.
  - Band 13 (1883) (Digitalisat), S. 562–568: Tonsillen.
- Eine neue Methode der Gastrostomie. In: Zentralblatt für Chirurgie. Band 17, 1890, S. 193 ff.

## Ehrungen
- Geh. Sanitätsrat
- Verdienstkreuz in Gold des Hausordens der Wendischen Krone
- Roter Adlerorden IV. Klasse